# Efekt Balassy-Samuelsona
Efekt Samuelsona-Balassy – hipoteza łącząca zróżnicowanie poziomu cen obserwowane pomiędzy krajami ze zróżnicowaniem poziomu produktywności w tych gospodarkach. Z hipotezy tej wynika, iż szybszemu – w porównaniu z gospodarkami rozwiniętymi – wzrostowi produktywności w tzw. gospodarkach doganiających (konwergujących) będzie towarzyszyła wyższa inflacja lub aprecjacja nominalnego kursu walutowego.
Zgodnie z prawem jednej ceny, takie same towary powinny mieć równą cenę w kraju i za granicą (wyrażoną w walucie któregoś z krajów). Jeśli cena porcji jakiegoś dobra w jednym kraju byłaby inna niż za granicą, opłacałoby się kupować dobra w kraju „tańszym” po to, aby je sprzedawać w kraju „droższym”. Taki arbitraż towarowy powodowałby wyrównanie się cen takich samych dóbr we wszystkich krajach. Zatem realny kurs walutowy zawsze jest zbliżony do 1. Jeśli jest on mniejszy bądź większy niż 1, za sprawą arbitrażu towarowego, kurs realny będzie w długim okresie zmierzał do 1. W praktyce jednak, realny kurs walutowy w krajach bogatych jest zwykle wyższy niż 1.
Hipoteza Samuelsona–Balassy wyjaśnia, dlaczego tak się dzieje. W szczególności, hipoteza ta wyjaśnia, dlaczego (wyrażony w jednej walucie) poziom cen w krajach o wysokiej produktywności pracy jest wyższy niż poziom cen w krajach o niskiej produktywności pracy.
Wynika to z faktu, iż wzrost produktywności pracy w sektorze dóbr niehandlowych (np. usługi stomatologiczne) jest zwykle wolniejszy niż wzrost produktywności pracy w sektorze dóbr handlowych (np. motoryzacja). Wzrost produktywności w gałęziach wytwarzających dobra handlowe szybko się zwiększając, powoduje ciągły wzrost płac w tych gałęziach. To z kolei powoduje wzrost presji płacowej w sektorach wytwarzających dobra niehandlowe (w innym przypadku pracownicy z gałęzi wytwarzających dobra niehandlowe przenieśliby się do gałęzi wytwarzających dobra handlowe), przy tym tempo wzrostu płac w tych sektorach przewyższa tempo wzrostu produktywności pracy. Jedynym sposobem sfinansowania rosnących wynagrodzeń są więc podwyżki cen dóbr niehandlowych. Można ich dokonać, gdyż dotyczą właśnie dóbr niehandlowych, które nie podlegają presji konkurencyjnej ze strony zagranicy.
Efektem tych procesów jest wyższy przeciętny (średni dla dóbr handlowych i niehandlowych) poziom cen w krajach o wysokiej produktywności pracy, czyli w krajach bogatych. Nawet jeśli poziom cen dóbr handlowych w krajach bogatych jest zbliżony do poziomu cen takich samych dóbr w krajach uboższych, poziom cen dóbr niehandlowych w krajach bogatych znacznie przewyższa poziom cen tych dóbr w krajach ubogich.